# 希腊厚礼
《希腊厚礼》（Greeks Bearing Gifts，港譯《神秘禮物》）是英国科幻电视剧火炬木小组的第7集，2006年11月26日首播。

## 概要
火炬木小组發現一個滿是屍骨地洞，同時取得地洞內的空間轉移器。隨後，一名叫做Mary的神秘女子找上了森尚子……

## 情节
警方通報火炬木小组找到一處堆滿被挖心死亡屍骸的洞穴，Jack同時在洞裡發現一個外星人使用的空間轉移器，因而連同屍骨跟空間轉移器全都帶回基地調查。當晚，Toshiko就在酒吧裡遇上一個俏麗的金髮女子Mary，她自稱是追尋ＵＦＯ的天文迷，因為對火炬木小组的好奇而找上Toshiko，想要了解他們在洞穴發現什麼，並且交給她一個能夠感應他人內心思維的項鍊。
Toshiko於隔日本來馬上便要交出項鍊，但終究只不住好奇心，利用項鍊去探知其他同僚的想法，意外發現Owen和Gwen間的私情、和兩人無意間對自己的負面評價，以及察知Ianto依然為Lisa的死亡感覺痛苦，但卻一直無法了解隊長Jack的內心世界。
藉由項鍊獲知的一切，讓Toshiko感覺自己看透了人性的黑暗面，此時Mary再度現身於她面前，當Toshiko憤怒地將項鍊扔回Mary手裡時，Mary又告知她其實項鍊本身並沒有問題，而是端看使用者的想法，Mary重新將項鍊繫上Toshiko的脖子，教導她集中想法，縮小感知的範圍。就在Toshiko專心感應後，立即探察出眼前Mary心中的露骨念頭，Toshiko旋即被Mary推倒上床。
一夜春風後，Mary成了Toshiko的同性戀人，兩人輕率地大街擁抱、接吻，而Toshiko也透過項鍊的力量，阻止一場前夫殺妻女的案件。當Toshiko回到基地後，又感應到其他組員的想法，但是她按照Mary的請託，要從Jack處打探空間轉移器的情報時，同樣再次落空。
回到家後，Toshiko感覺自己的行徑是背叛了整個火炬木小组，和Mary大吵一架，Mary遂於她面前展露出外星人的真正容貌，並且花言巧語地聲稱自己是政治犯，而項鍊是他們星球的溝通方式，希望Toshiko幫助她阻絕藉由空間轉移器而來的追兵。
在Mary溫言軟語的攻勢下，Toshiko再次被說服，同意帶Mary進入基地，可是她們卻沒有在原來放置空間轉移器的地方找到它，這時Jack慢慢地由樓上踱步走下，表示自己會很敏銳地發覺同伴的異常現象，同時Owen、Gwen和Ianto三人一同持槍衝出，Mary迅速抓了Toshiko當人質，Jack亦揭明Mary正是長年來挖心殺人的犯人，她被放逐也非政治原因，空間轉移器是兩人一組共同傳送，而Mary殺死了監管她的獄卒。
儘管真相大白，可是Toshiko仍被Mary抓在手裡，所以在她的威脅下，Jack交出了空間轉移器，可是當Mary一接手空間轉移器，空間轉移器同時被Jack啟動，使她馬上被傳送出去，目的地設在太陽的中心，將Mary當場燒死。

## 演员
- Captain Jack Harkness — 约翰·巴洛曼
- Gwen Cooper — Eve Myles
- Owen Harper — Burn Gorman
- Toshiko Sato — 森尚子
- Ianto Jones — Gareth David-Lloyd
- en:Daniela Denby-Ashe — en: Mary

## 上下衔接
- 本集中Toshiko發現Owen和Gwen間的偷情。
- 本集中Toshiko感受到Ianto內心之痛苦源於女人造人中其女友Lisa的死亡。
- 本集中Toshiko無法感應到Jack內心，其原因發生在神祕博士第一季第13集，他被改變成不死身。